# Čtyři artikuly pražské

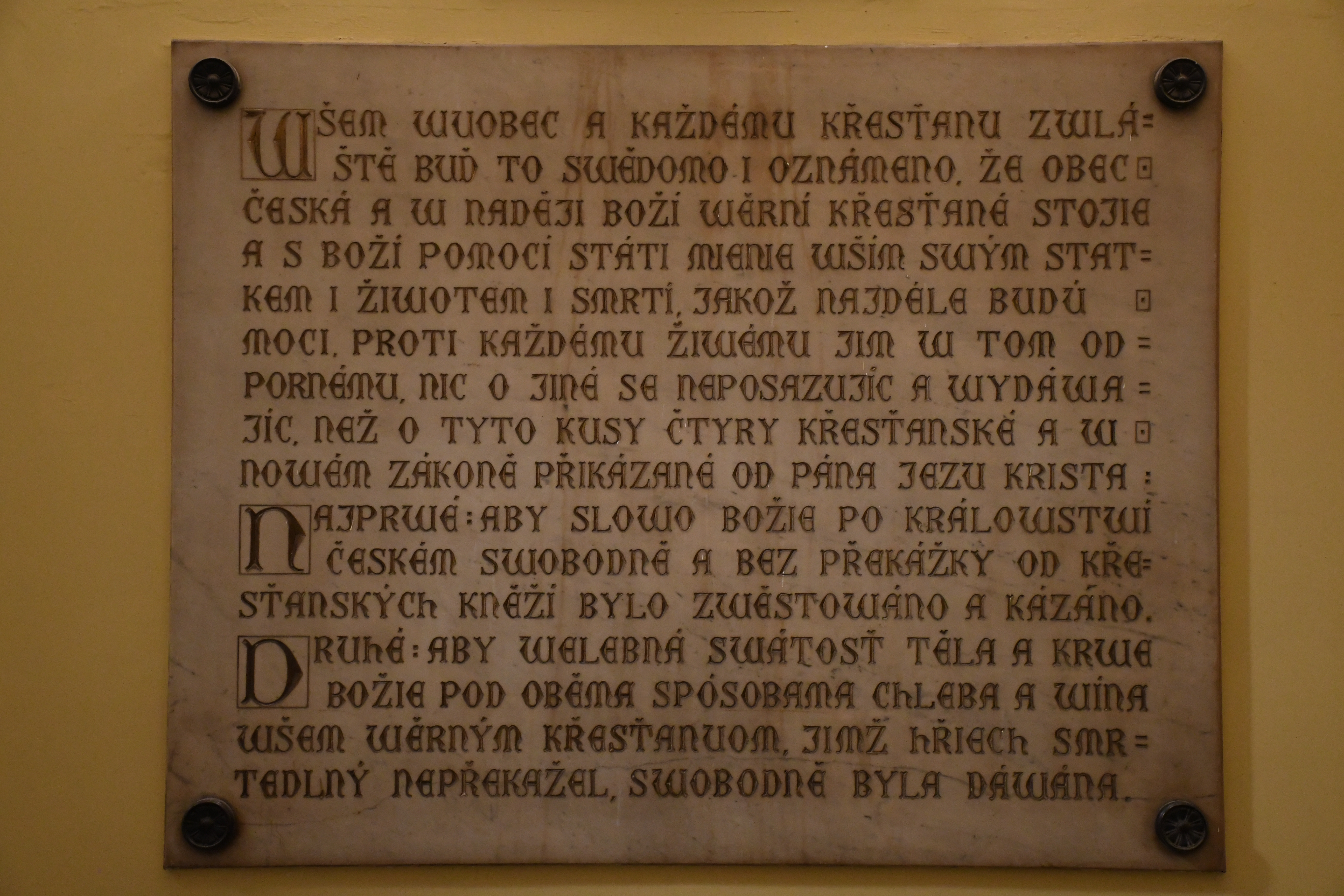
Deska s textem Pražských artikulů v Evangelickém kostele na Vinohradech

Čtyři pražské artikuly, též pražské články, nebo také čtyři artikuly pražské univerzity, je název husitského politického a věroučného programu, jenž si dal za cíl nápravu církve a křesťanské společnosti. Za hlavního autora je pokládán Jakoubek ze Stříbra. Jako společná deklarace různých proudů byly formulovány v roce 1420 a během husitských válek byly i nástrojem husitské propagandy v cizině. Artikuly obhajovala husitská delegace na Basilejském koncilu a v kompromisní podobě se staly i součástí Basilejských kompaktát. Klíčový článek představovalo přijímání pod obojí způsobou.

## Obsah
Přijímání podobojí způsobou
Tzv. laický kalich, přijímání svátosti v podobě chleba i vína prostými věřícími. V průběhu let se stal hlavním a z hlediska odpůrců nejvíce nepřijatelným článkem. Tento bod byl výsledkem výroku z Evangelia podle Jana (J 6, 53–54). Ježíš jim řekl: „Amen, amen, pravím vám, nebudete-li jíst tělo Syna člověka a pít jeho krev, nebudete mít v sobě život. Kdo jí mé tělo a pije mou krev, má život věčný a já ho vzkřísím v poslední den.“
Svobodné hlásání slova Božího
V původní verzi byl tento artikul považován za nejdůležitější a stál jako první. („Nejprve: aby slovo Božie po království Českém svobodně a bez překážky od křesťanských kněží bylo zvěstováno a kázáno“). Inspirací tohoto bodu byl pravděpodobně sám Jan Hus, který za své otevřené kázání zaplatil životem. Artikul říká, že nikdo nesmí zasahovat do řádného kázání řádně vysvěceného kněze (Na potulné kazatele a nevysvěcené vykladače se tento odstavec nevztahoval). Svobodně zde znamená bez lidských příměsků.[zdroj?]
Zákaz světského panování kněží
Tento artikul je inspirován Janem Viklefem, který hlásal, že pokud církev nedokáže sama sebe přivést ke svému původnímu poslání, musí jí pomoci světští panovníci – pochopitelně v souladu s božím slovem. Tohoto artikulu bylo během husitských válek mnohokrát využíváno jak radikály, tak umírněnými husity včetně kališnické šlechty (k zabrání majetku církve). Světských statků a vlivu se nechtělo vzdát nejenom katolické, ale ani utrakvistické kněžstvo.
Potírání smrtelných hříchů
I tento článek vychází z Viklefova učení. Vychází z teze, že hlavou církve je Ježíš, nikoliv papež, a jen ten tedy rozhoduje o tom, zda budeme spaseni, či ne. Jedná se o jakýsi základ kalvinovského učení o predestinaci a zastává myšlenku, že před Bohem jsou si všichni rovni, před papežem nikoliv a tak žádá také rovnost i před zákonem světským, jehož nadřazenost hlásá předchozí artikul. (Požadavek rovné trestní odpovědnosti jak pro šlechtu, tak pro poddané, nešlo ve středověké realitě „trojího lidu“ prosadit.)[zdroj?]

## Historie
V zárodečné podobě se požadavky čtyř artikul objevily již v dubnu roku 1420 v manifestu proti Zikmundovi. K přijetí deklarace došlo v Praze po jednáních mezi zástupci Pražanů a táboritů počátkem července roku 1420, v době obležení Prahy Zikmundovými vojsky. Konečné slovo měla asi pražská univerzita, resp. její teologická fakulta. Už v průběhu tohoto obléhání byl překlad rozšířen do křižáckého ležení. Po bitvě na Vítkově byly pražské artikuly poprvé předmětem jednání husitské strany vedené mistrem Janem Příbramem se zástupci katolické církve. Disputace skončily neúspěšně, římská strana sice projevila jistou vstřícnost ohledně tří ze čtyř artikulů, ale přijímání podobojí bylo nepřekonatelnou překážkou.
Jednota mezi pražany a tábory neměla ovšem dlouhého trvání: už v srpnu 1420 došlo k roztržce a táborští kněží Prahu opustili. Pražané získali pro program artikulů arcibiskupa Konráda z Vechty, který nadále světil kněží pražské strany. Oproti tomu táborští kněží zvolili ze svého středu Mikuláše z Pelhřimova, kterého prohlásili biskupem, takže nadále mu bylo dáváno přízvisko Biskupec. Tím byla roztržka mezi Římem a tábory dokonána i prakticky. Na základě programu artikulů Tábor zakročil proti extrémním skupinám pikartů a adamitů (1421–22).
Na Čáslavském sněmu v roce 1421 byly artikuly vyhlášeny za zemský zákon a staly se základním programem husitství. Husité neusilovali o odtržení od jednotné církve, požadovali pouze nápravu církve, avšak zároveň s tím uznání přijímání podobojí jako jedinou správnou cestu ke spasení. Katolická církev projevila ochotu k jednání teprve po krachu křížové výpravy u Domažlic v roce 1431. Po setkání zástupců obou stran v Chebu byla na základě dohod (tzv. soudce chebský) pozvána husitská delegace na Basilejský koncil k disputacím o jednotlivých artikulech. Disputace na koncilu probíhaly od ledna do dubna 1433, aniž by jakákoliv ze stran dosáhla jasného vítězství.
Jednání husitů s legáty koncilu v Praze, Basileji i jinde pokračovala ještě několik let; i když základní text tzv. Basilejských kompaktát byl hotov již koncem roku 1433 a všechny čtyři články zde byly nějakým způsobem zapracovány, diskuse o klíčové formulace a jejich výklad byly velmi urputné. Laické přijímání podobojí bylo uznáno, ovšem pouze pro české země, tam, kde již bylo uplatňováno. Kompaktáta po svém vyhlášení a zpečetění 5. července 1436 v Jihlavě pak čtyři pražské artikuly ve funkci zemského zákona nahradila.
Artikuly nemohly být nikdy v plnosti uplatněny, nejen pro jejich převratný (resp. z hlediska dobového vnímání „pravověrné“ Evropy podvratný) charakter. Kompaktáta přijímání podobojí povolovala, ale stavěla ho na roveň přijímání pod jednou, čímž legalizovala dvojvěří.